# Claudia Schiess
Claudia Elena Schiess Fretz (Puerto Ayora, Galápagos, 26 de noviembre de 1989) es una reina de belleza ecuatoriana coronada Miss Ecuador 2011 y representó a su país en el certamen Miss Universo del mismo año. 
El 22 de octubre de 2011, fue elegida Miss Continentes Unidos 2011; convirtiéndose en la primera ecuatoriana en alcanzar ese título.

## Biografía
Hija de padre ecuatoriano de ascendencia alemana y de madre suiza, Schiess se graduó en Ingeniería de Negocios en la Universidad Del Pacífico y habla fluidamente el español, inglés, francés y alemán.
También es una maquilladora profesional. Le gusta la danza, el teatro y la música. También estudió baile moderno en Galápagos.

## Carrera

### Miss Supranacional 2010
Antes de su participación en el Miss Ecuador 2011, Claudia fue convocada por la organización de su país para que representara a Ecuador en el Miss Supranacional, celebrado el 28 de agosto de 2010 en Plock, Polonia.

### Miss Ecuador 2011
Schiess compitió como representante de la Provincia de Galápagos, siendo una de las 19 candidatas al certamen Miss Ecuador 2011, transmitido en vivo el 17 de marzo de 2011 en Santo Domingo de los Tsáchilas; donde obtuvo los premios a "Mejor Figura", "Mejor Rostro", y "Mejor Cabello" convirtiéndose en la ganadora del título, ganando el derecho de representar a Ecuador en Miss Universo 2011.

### Miss Universo 2011
Representó a su país en Miss Universo 2011 celebrado en el Credit Card Hall en San Pablo, Brasil, el 12 de septiembre de 2011.

### Miss Continentes Unidos 2011
Representó nuevamente a Ecuador en el certamen Miss Continentes Unidos del mismo año, celebrado en el Palacio de Cristal  en Guayaquil, Ecuador el 22 de octubre de 2011, convirtiéndose en la ganadora del título y a la vez la primera ecuatoriana en ganarlo.

### Televisión
Sus primeros pasos en la televisión los dio en Gama TV. Desde 2014 ingresó a Ecuador TV, donde se mantuvo como conductora durante dos años de la revista matinal Café TV, que salió del aire en julio del 2016, y presentadora de los especiales de la BBC.
En Santa Cruz, donde viven sus padres, abrió Cucuve Suites, hotel que funciona en una propiedad a la que llegaban sus abuelos de Suiza cuando iban de visita, y que ya recibe huéspedes desde su apertura hace más de un año.[cita requerida]
Actualmente conduce el programa "Entre santos y pecadores", en Radio Forever (92.5 FM).[cita requerida]